# سیارک ۲۰۶۵
سیارک ۲۰۶۵ (به انگلیسی: 2065 Spicer، نامگذاری:1959RN) دو هزار و شصت و پنجمین سیارک کشف شده‌است که در ۹ سپتامبر ۱۹۵۹ کشف شد.
قدر مطلق سیارک برابر ۱۲٫۲۰ است.